# Fekete bozótkenguru
A fekete bozótkenguru vagy fekete erdei wallaby (Dorcopsis atrata) egy kengurufaj,  amely endemikus Pápua Új-Guineán.
Természetes élőhelye a szubtrópusi vagy trópusi száraz erdők. A veszélyeztetettségének oka élőhelyének elvesztése.